# Julia Gomes Fantasia
Julia Gomes Fantasia (Puerto Madryn, 30 de abril de 1992) es una jugadora argentina de hockey sobre césped que se desempeña como defensora en Atlétic Terrassa Hockey Club y es exjugadora de la Selección nacional.

## Clubes
| Club                             | País          | Categoría |
| Club Náutico Atlántico Sud       | Argentina     | Juvenil   |
| Club Cultural y Deportivo Alumni | Argentina     | Juvenil   |
| Club Social y Deportivo Madryn   | Argentina     | Mayor     |
| GEBA                             | Argentina     | Mayor     |
| North Harbour Hockey             | Nueva Zelanda | Mayor     |
| Atlétic Terrassa Hockey Club     | España        | Mayor     |

## Palmarés

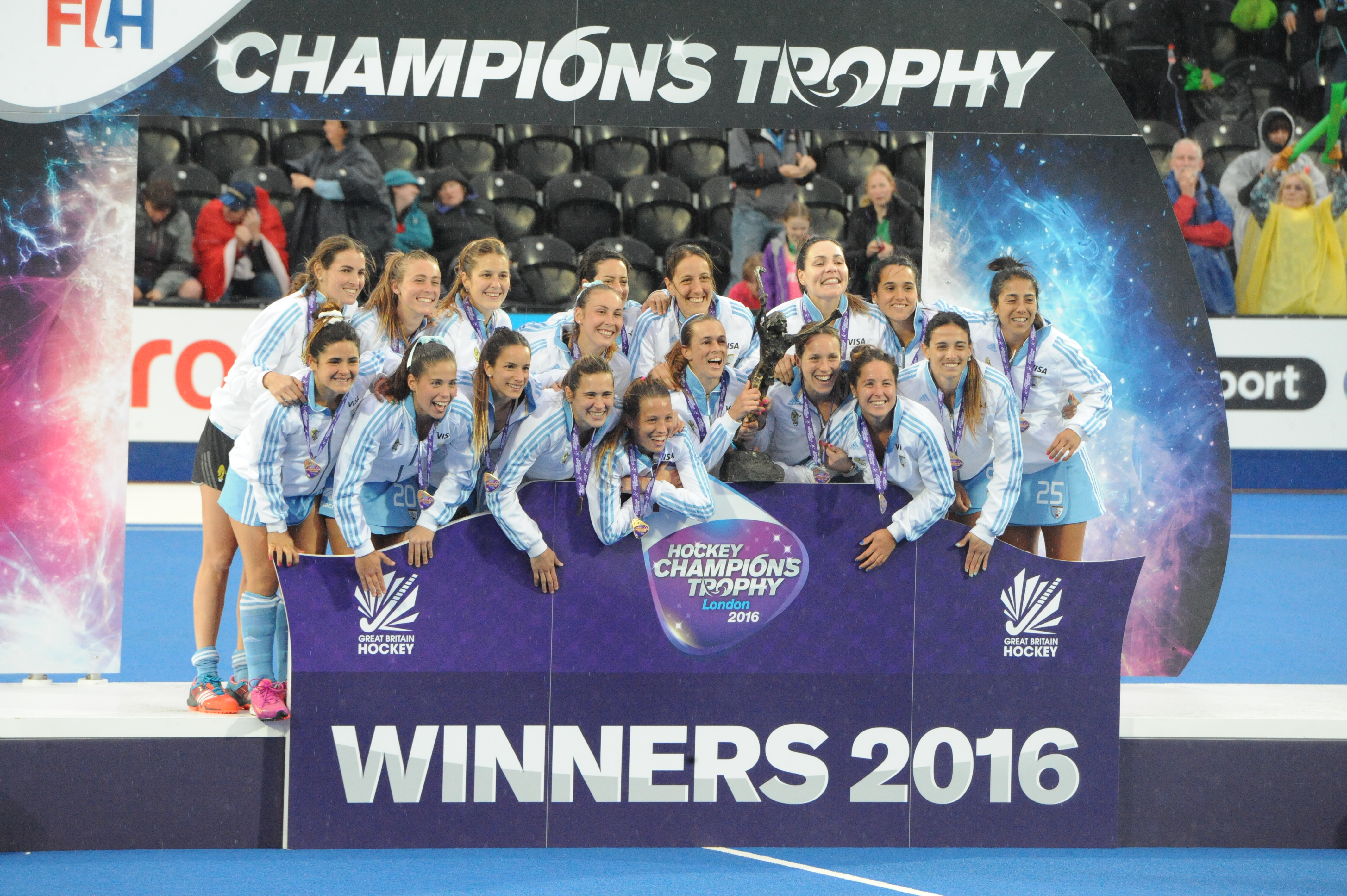
Festejos de la obtención del Champions Trophy 2016.

| Champions Trophy                    | Posición |
| ----------------------------------- | -------- |
| 2014 Mendoza                        | 1.°      |
| 2016 Londres                        | 1.°      |
| 2018 Changzhou                      | 3.°      |
| Juegos Panamericanos                |          |
| 2015 Toronto                        | 2.°      |
| Copa Pan Americana                  |          |
| 2013 Mendoza                        | 1.°      |
| 2017 Lancaster                      | 1.°      |
| Mundial Junior                      |          |
| 2013 Mönchengladbach                | 2.°      |
| Panamericano Junior                 |          |
| 2012 Guadalajara                    | 1.°      |
| Copa Pan Americana de Hockey Indoor |          |
| 2021 Spring City                    | 3.°      |